# Акатовский сельсовет (Московская область)
Акатовский сельсовет — упразднённая административно-территориальная единица, существовавшая на территории Московской губернии и Московской области до 1951 года.
Акатовский сельсовет был образован в первые годы советской власти. По данным 1923 года он входил в состав Егорьевской волости Егорьевского уезда Московской губернии.
В 1925 году Акатовский с/с был присоединён к Лаптевскому с/с, но 16 ноября 1926 года выделен вновь.
В 1929 году Акатовский с/с был отнесён к Егорьевскому району Орехово-Зуевского округа Московской области.
10 марта 1939 года из Заболотьевского с/с в Акатовский было передано селение Батраки.
28 декабря 1951 года Акатовский с/с был упразднён. При этом его селение Батраки было передано в Заболотьевский с/с, а остальная территория — в Клеменовский с/с.